# پائولا راگوسا
پائولا راگوسا (ایتالیایی: Paolo Ragosa؛ زادهٔ ۱۱ سپتامبر ۱۹۵۴) بازیکن واترپلو اهل ایتالیا بود. وی در بازی‌های المپیک تابستانی ۱۹۸۰ شرکت کرده‌است.